# Айзекс, Джейсон
Дже́йсон Майкл А́йзекс (англ. Jason Michael Isaacs; род. 6 июня 1963, Ливерпуль) — британский актёр, играющий преимущественно отрицательных персонажей. Широко известен как исполнитель роли полковника Тэвингтона в исторической драме «Патриот», Люциуса Малфоя в фильмах о Гарри Поттере, а также мистера Дарлинга и Джеймса Крюка в экранизации детской сказки Джеймса Мэтью Барри «Питер Пэн».

## Биография
Родился 6 июня 1963 года в Ливерпуле, Великобритания, в семье евреев-мигрантов из Восточной Европы. Третий ребёнок из четырёх.
Когда ему было одиннадцать лет, семья переехала в Лондон. По окончании школы он поступил в Бристольский университет, где на протяжении трёх лет изучал юриспруденцию. В студенческие годы, прежде не помышлявший об актёрской карьере Джейсон не раз принимал участие в постановках университетской труппы, трижды выступал на Эдинбургском фестивале, а также поставил несколько спектаклей.
В 1985 году Айзекс оставил университет и поступил в лондонскую Центральную школу сценической речи и драмы. Там же он познакомился со своей будущей женой, молодой актрисой Эммой Хьюитт. Популярность ему принесли как роли в театре, так и на телевидении.

## Карьера
Окончив обучение, Джейсон начал сниматься в телевизионных сериалах, а в 1989 году дебютировал в кино, появившись в небольшой роли доктора в комедии «Долговязый» с участием Джеффа Голдблюма и Эммы Томпсон.
Несмотря на то, что на протяжении нескольких лет Айзекс в основном играл в телевизионных фильмах и сериалах, первый большой успех пришёл к нему на театральной сцене в 1993 году с ролью Луиса Айронсона в пьесе американского драматурга Тони Кушнера «Ангелы в Америке» (англ. «Angels in America: A Gay Fantasia on National Themes»), поставленной в Национальном театре.
Три года спустя Айзекс появился на сцене лондонского театра «Альмейда» в роли Бенито Муссолини в спектакле по пьесе Патрика Марбера «1953».
Начиная со второй половины 90-х годов, Айзекс всё чаще начал появляться на большом экране — он играл спасающего Землю доктора Куинси в голливудском фантастическом боевике «Армагеддон», Пэта, боевика Ирландской Республиканской армии в комедии «Разведённый Джек», деспотичного полковника Мекума в ещё одном фантастическом фильме «Солдат», а также священника, отца Ричарда Смайта, в экранизации романа Грэма Грина «Конец романа».
Настоящим прорывом для Айзекса стала роль главного антагониста — жестокого английского полковника Тэвингтона в исторической драме «Патриот», посвящённой борьбе американских колонистов за независимость. Сыгранный им хладнокровный убийца-полковник получился настолько убедительным, что вызвал в британской прессе появление публикаций, авторы которых обвиняли создателей фильма в антианглийских настроениях и создании негативного образа британской армии.
В том же 2000 году, когда «Патриот» появился в прокате, Джейсон после долгого перерыва вновь вернулся на театральную сцену, сыграв сержанта Симпсона в пьесе ирландского драматурга Гарри Мичелла «Сила перемен» в Королевском придворном театре. После выхода «Патриота» за ним закрепилась репутация актёра, специализирующегося на исполнении ролей всевозможных злодеев и отрицательных персонажей, однако сам Айзекс, будучи весьма разносторонним актёром, по возможности старался избегать навязанного ему амплуа и вскоре появился в достаточно неожиданной для него роли трансвестита в американской драме «Сладкий ноябрь» с участием Шарлиз Терон и Киану Ривза.
Один из популярнейших британских актёров своего поколения, добившихся успеха в Голливуде, Джейсон Айзекс создал на экране целый ряд самых разнообразных запоминающихся персонажей — это и американский рейнджер — капитан Стил, в военной эпопее «Чёрный ястреб», и обаятельный мошенник-неудачник Чарли Бек в романтической комедии «Апассионата», и капитан Крюк в экранизации детской сказки Джеймса Мэтью Барри «Питер Пэн», а также надменный Люциус Малфой в серии фильмов о Гарри Поттере, снятых по произведениям писательницы Джоан Роулинг.
Актёр также продолжает сниматься и на телевидении; среди самых известных ролей, сыгранных им на малом экране: гангстер Майкл Кэффи в американском сериале «Братство», посол Великобритании сэр Марк Брайдон в телесериале «Состояние внутри» и детектив Майкл Бриттен в телесериале «Пробуждение».

## Личная жизнь
Живёт с актрисой Эммой Хьюитт, имеет двух дочерей: Лили (родилась 23 марта 2002 года) и Руби (родилась 26 августа 2005 года).

## Избранная фильмография

### В кино
| Год  |    | Русское название                    | Оригинальное название                             | Роль                                      |
| ---- | -- | ----------------------------------- | ------------------------------------------------- | ----------------------------------------- |
| 1989 | ф  | Верзила                             | The Tall Guy                                      | доктор №2                                 |
| 1994 | ф  | Шоппинг                             | Shopping                                          | продавец                                  |
| 1996 | ф  | Сердце дракона                      | Dragon Heart                                      | лорд Фелтон                               |
| 1997 | ф  | Сквозь горизонт                     | Event Horizon                                     | Ди Джей                                   |
| 1998 | ф  | Солдат                              | Soldier                                           | полковник Мейкум                          |
| 1998 | ф  | Армагеддон                          | Armageddon                                        | Рональд Куинси, исследователь             |
| 1998 | ф  | Разведённый Джек                    | Divorcing Jack                                    | "Грязный Пат Киген", преступный авторитет |
| 1999 | ф  | Конец романа                        | The End of the Affair                             | отец Ричард Смайт                         |
| 2000 | ф  | Патриот                             | The Patriot                                       | полковник Уильям Тэвингтон                |
| 2001 | ф  | Чёрный ястреб                       | Black Hawk Down                                   | капитан Стил                              |
| 2001 | ф  | В последний момент                  | The Last Minute                                   | Дэйв "Перси" Следж                        |
| 2001 | ф  | Сладкий ноябрь                      | Sweet November                                    | Чез Уотли                                 |
| 2002 | ф  | Обитель зла                         | Resident Evil                                     | Голос за кадром                           |
| 2002 | ф  | Апассионата                         | Appassionata                                      | Чарли Бек                                 |
| 2002 | ф  | Смокинг                             | The Tuxedo                                        | Кларк Девлин                              |
| 2002 | ф  | Гарри Поттер и тайная комната       | Harry Potter and the Chamber of Secrets           | Люциус Малфой                             |
| 2003 | ф  | Говорящие с ветром                  | Windtalkers                                       | майор Меллитц                             |
| 2003 | ф  | Питер Пэн                           | Peter Pan                                         | Джордж Дарлинг / Капитан Крюк             |
| 2004 | ф  | Новая Франция                       | Nouvelle-France                                   | генерал Джеймс Вольф                      |
| 2005 | ф  | Гарри Поттер и Кубок огня           | Harry Potter and the Goblet Of Fire               | Люциус Малфой                             |
| 2005 | ф  | Чамскраббер                         | Chumscrubber                                      | мистер Паркер                             |
| 2005 | ф  | Электра                             | Elektra                                           | ДеМарко (в титрах не заявлен)             |
| 2005 | ф  | Девять жизней                       | Nine Lives                                        | Дэмиэн                                    |
| 2006 | ф  | Положись на друзей                  | Friends with Money                                | Дэвид                                     |
| 2007 | ф  | Гарри Поттер и Орден Феникса        | Harry Potter and the Order of the Phoenix         | Люциус Малфой                             |
| 2007 | ф  | Грайндхаус                          | Grindhouse                                        | бородатый мужчина (в трейлере Don't)      |
| 2008 | ф  | Хороший                             | Good                                              | Морис                                     |
| 2008 | ф  | Заговор в Эскориале                 | La Conjura de El Escorial                         | Антонио Перес                             |
| 2010 | ф  | Не брать живым                      | Green Zone                                        | майор Бриггс                              |
| 2010 | мф | Бэтмен: Под красным колпаком        | Batman: Under the Red Hood                        | Ра’с аль Гул                              |
| 2010 | ф  | Гарри Поттер и Дары Смерти. Часть 1 | Harry Potter and the Deathly Hallows: part I      | Люциус Малфой                             |
| 2011 | ф  | Гарри Поттер и Дары Смерти. Часть 2 | Harry Potter and the Deathly Hallows: part II     | Люциус Малфой                             |
| 2011 | ф  | Погоня                              | Abduction                                         | Кевин                                     |
| 2011 | мф | Тачки 2                             | Cars 2                                            | Сиддли, Лейланд Турбо                     |
| 2013 | ф  | Пресная вода                        | Sweetwater                                        | проповедник Иосия                         |
| 2013 | ф  | Единственный выстрел                | A Single Shot                                     | Вэйлон                                    |
| 2014 | ф  | Поле потерянной обуви               | Field of Lost Shoes                               | Джон К. Брекинридж                        |
| 2014 | ф  |                                     | Things People Do                                  |                                           |
| 2014 | ф  | Рассвет                             | Dawn                                              | Доусон                                    |
| 2014 | ф  | После падения                       | After the Fall                                    | Фрэнк МакТирнан                           |
| 2014 | ф  | Ярость                              | Fury                                              | капитан Уэггонер                          |
| 2016 | ф  | Афера под прикрытием                | The Infiltrator                                   | Марк Джаковски                            |
| 2017 | ф  | Лекарство от здоровья               | A Cure for Wellness                               | Фольмер                                   |
| 2017 | ф  | Смерть Сталина                      | The Death of Stalin                               | Георгий Жуков                             |
| 2018 | ф  | Тёмное зеркало                      | Look Away                                         | Дэн                                       |
| 2018 | ф  | Отель Мумбаи: Противостояние        | Hotel Mumbai                                      | Василий                                   |
| 2019 | ф  | Лондонские поля                     | London Fields                                     | Марк Эспри                                |
| 2021 | ф  | Культовые тусовщики                 | Creation Stories                                  | Ральф                                     |
| 2021 | ф  | Операция «Мясной фарш»              | Operation Mincemeat                               | Джон Годфри                               |
| 2022 | ф  | Игра агентов                        | Agent Game                                        | Билл                                      |
| 2022 | ф  | Миссис Харрис едет в Париж          | Mrs. Harris Goes to Paris                         | Арчи                                      |
| 2022 | тф | Возвращение в Хогвартс              | Harry Potter 20th Anniversary: Return to Hogwarts | в роли самого себя                        |
| 2023 | ф  | Рождение легенд                     | Spinning Gold                                     | Эл Богарт                                 |
|      | ф  | Солёная тропа                       | The Salt Path                                     | Мот                                       |
|      | ф  | Тяжеловес                           | Heavyweight                                       |                                           |

### На телевидении
| Год       |    | Русское название                     | Оригинальное название               | Роль                                                     |
| --------- | -- | ------------------------------------ | ----------------------------------- | -------------------------------------------------------- |
| 1992      | с  | Инспектор Морс                       | Inspector Morse                     | доктор Десмонд Колльер (в эпизоде Cherubim and Seraphim) |
| 1992      | с  | Таггерт                              | Taggart                             | Барр (в эпизоде Double Exposure)                         |
| 1993      | с  | Горец                                | Highlander: The Series              | Закари Блэйн (в эпизоде The Lady and the Tiger)          |
| 2004      | с  | Западное крыло                       | The West Wing                       | Колин Айрс (3 эпизода)                                   |
| 2005      | мс | Аватар: Легенда об Аанге             | Avatar: The Last Airbender          | Адмирал Джао                                             |
| 2006      | с  | Состояние внутри                     | The State Within                    | сэр Марк Брайдон                                         |
| 2006—2008 | с  | Братство                             | Brotherhood                         | Майкл Кэффи                                              |
| 2008      | ф  | Проклятие Стептоу                    | The Curse of Steptoe                | Гарри Корбетт                                            |
| 2009      | с  | Красавцы                             | Entourage                           | Фредрик Лайн (в эпизоде Gotta Look Up to Get Down)       |
| 2011      | с  | Пробуждение                          | Awake                               | Майкл Бриттен                                            |
| 2011—2013 | с  | Преступления прошлого                | Case Histories                      | Джексон Броуди                                           |
| 2013      | мс | Легенда о Корре                      | The Legend of Korra                 | Адмирал Джао                                             |
| 2014      | с  | Ребёнок Розмари                      | Rosemary's Baby                     | Роман Кастеве́т                                           |
| 2014—2015 | мс | Звёздные войны: Повстанцы            | Star Wars Rebels                    | Гранд-инквизитор                                         |
| 2015      | с  | Раскопки                             | Dig                                 | Питер Коннели                                            |
| 2016      | с  | ОА                                   | The OA                              | доктор Хантер Алоизий «Хэп» Перси (8 эпизодов)           |
| 2017      | с  | Звёздный путь: Дискавери             | Star Trek: Discovery                | капитан Габриэль Лорка                                   |
| 2019      | мс | Тёмный кристалл: Эпоха сопротивления | The Dark Crystal: Age of Resistance | Император/скекСо                                         |
| 2021      | с  | Половое воспитание                   | Sex Education                       | Питер Грофф (3 эпизода)                                  |
| 2021—2023 | с  | Великая                              | The Great                           | Пётр I (3 эпизода)                                       |
| 2022      | с  | Добрая Сэм                           | Good Sam                            | Роб Гриффит (13 эпизодов)                                |
| 2022      | мс | Пацаны: Осатанелые                   | The Boys Presents: Diabolical       | Билли Бутчер                                             |
| 2022      | с  | Внутри девятого номера               | Inside No. 9                        | Клиффорд (1 эпизод)                                      |
| 2022      | мс | Американский папаша!                 | American Dad!                       | 2 эпизода, озвучка                                       |
| 2023      | с  | Переполненная комната                | The Crowded Room                    | Джек Лэмб (4 эпизода)                                    |
| 2024      | мс | Звёздные войны: Сказания о джедаях   | Tales of the Jedi                   | Гранд-инквизитор                                         |
| 2024      | мс | Что, если…?                          | What If...?                         | Преосвященство                                           |
| 2025      | с  | Белый лотос                          | The White Lotus                     | Тимоти Рэтлифф (4 эпизода)                               |